# Louis Clincke
Louis Clincke (Eeklo - Lembeke, 28 december 1986) is een Belgische Wielrenner en paralympiër.

## Biografie
Op 26 mei 2013 raakte Clincke zwaargewond bij een motorongeval. Na 379 dagen verliet hij het universitair ziekenhuis van Gent. In augustus 2017 begon hij met para-cycling met een G-wielerwedstrijd in Maldegem. Hij werd er vierde. Hij pakte brons op 5 augustus 2018 tijdens zijn eerste UCI wereldkampioenschap in Maniago (Italië).
In 2019 werd hij opnieuw aangereden op de weg, maar ditmaal tijdens een training met zijn racefiets. Hij hield er een bekkenbreuk, gebroken elleboog en hersenschudding aan over. Na terug lang te revalideren kreeg hij vervolgens zware knielast. Enkele operaties en jaren verder stond hij er weer.
Begin mei 2022 tijdens de wereldbeker para-cycling in Oostende haalde hij op vrijdag eerst brons in de tijdrit en op zondag zilver tijdens de wegrit. Vervolgens op 15 mei 2022 tijdens de wereldbeker para-cycling in het Duitse Elzach behaalde hij zijn eerste goud in een grote wereldbekerwedstrijd. In 2022 werd hij uiteindelijk ook wereldbekerleider.
Clincke komt uit in de klasse 'Cycling - C4'.
Op 14 juli 2023 was hij tijdens de Ronde van Frankrijk te gast in het programma Vive le vélo met Karl Vannieuwkerke. Hij zat er aan tafel met Jolien D'hoore en Marc Herremans.
Op 17 juli 2024 raakte de selectie bekend voor de atleten die België mogen vertegenwoordigen op de Paralympische Zomerspelen 2024 in Parijs. Louis reed op 4 september in zijn eerste Paralympische spelen naar een knappe 4de plaats in de tijdrit. 2 dagen later op 6 september reed hij naar een 12de plaats op de wegrit waarbij zowel de categorie C4 en C5 samen reden voor de medailles. 
In maart 2025 nam Louis samen met Ewoud Vromant deel als duo aan de Cape Epic. De Cape Epic betreft een meerdaagse mountainbikewedstrijd in Zuid-Afrika. Hij staat bekend als een zware MTB-meerdaagse. Ze namen deel onder de naam 'CRAZY LEGS'.

## Prestaties
- 2017: Para-Cycling Trophy Maldegem, wegrit, 4de
- 2018: BK Tijdrijden Zolder,
- 2018: Wereldbeker Emmen, tijdrit, 9de
- 2018: Wereldbeker Emmen, wegrit, 5de
- 2018: WK Maniago, wegrit,
- 2019: C1 wedstrijd Manchester, tijdrit, 5de
- 2019: C1 wedstrijd  Manchester, achtervolging,
- 2019: C1 wedstrijd  Manchester, scratch, 9de
- 2019: BK Wegwielrennen Melle,
- 2019: BK Tijdrijden Zedelgem,
- 2019: Wereldbeker Oostende, wegrit, 5de
- 2019: Europacup C1 Keulen, tijdrit + wegrit,
- 2022: Wereldbeker Oostende, tijdrit,
- 2022: Wereldbeker Oostende, wegrit,
- 2022: Wereldbeker Elzach, tijdrit, 6de
- 2022: Wereldbeker Elzach, wegrit,
- 2022: EK Wegwielrennen, Lochen Am See, tijdrit,
- 2022: EK Wegwielrennen, Lochen Am See, wegrit, DNF
- 2022: BK Wegwielrennen, Zedelgem,
- 2022: Wereldbeker Quebec , tijdrit,
- 2022: Wereldbeker Quebec, wegrit,
- 2022: WK Baie-Comeau, tijdrit,
- 2022: WK Baie-Comeau, wegrit,
- 2022: Proloog Kaprijke
- 2023: Wereldbeker Maniago, tijdrit,
- 2023: Wereldbeker Maniago, wegrit, 4de
- 2023: Ronde in Vlaanderen Brugge-Ronse,
- 2023: Wereldbeker Oostende, tijdrit,
- 2023: Wereldbeker Oostende, wegrit,
- 2023: Wereldbeker Huntsville (Alabama), tijdrit
- 2023: Wereldbeker Huntsville (Alabama), wegrit, 5de
- 2023: BK Wegwielrennen Mol,
- 2023: Proloog Kaprijke,
- 2023: BK Tijdrijden Torhout,
- 2023: WK Glasgow 09 - 13 augustus 2023 - GEBLESSEERD GERAAKT OP DE PISTE
- 2024: Werelbeker Adelaide (Australië), tijdrit
- 2024: Wereldbeker Adelaide (Australië), wegrit
- 2024: 200m Flying start - Rio de Janeiro (stad), 17de
- 2024: 4km Individuele achtervolging - Rio de Janeiro (stad), 8ste
- 2024: Wereldbeker Oostende, tijdrit, 6de
- 2024: Wereldbeker Oostende, wegrit, 8ste
- 2024: Wereldbeker Maniago, tijdrit, 5de
- 2024: Wereldbeker Maniago, wegrit,
- 2024: BK Wegwielrennen Hoogstraten,
- 2024: BK Tijdrijden Brasschaat,
- 2024: Paralympische Zomerspelen 2024 Parijs, tijdrit, 4de
- 2024: Paralympische Zomerspelen 2024 Parijs, wegrit, 12de
- 2024: WK Zürich (stad), tijdrit, 4de
- 2024: WK Zürich (stad), wegrit, DNF
- 2025: Wereldbeker Oostende, tijdrit, 5de
- 2025: ...

1. ↑  Greg Van Avermaet finisht als 24ste in loodzware Cape Epic, ook paralympiërs Vromant en Clincke bereiken finish.